# Hrvatski pisci iz BiH, P
- Palac, Branka Natalija (Dragićina, Grude, 16. svibnja 1949.). Pjesnikinja.
- Palameta, Miroslav (Borojevići, Stolac, 1. studenoga 1949.). Književni povjesničar.
- Papić, Pavao (Sarajevo, 1593. – Visoko, 1649.). Pisac.
- Parić, Mario (Sarajevo, 28. rujna 1958.). Pripovjedač.
- Pašalić, Branko (Šuica, Duvno, 30. listopada 1939 – ?.). Pripovjedač i dramski pisac.
- Pavić, Željko (Doboj, 16. srpnja 1962.). Esejist i filozof.
- Pavišić-Filipović, Eleonora (Zagreb, 1926.). Pripovjedačica i publicistkinja.
- Pavlović, Ivica (Bugojno, 1947.). Pjesnik.
- Pavlović, Luka (Račinovci kod Županje, 1932. – Sarajevo, 31. prosinca 1982.). Pjesnik, pripovjedač, književni i kazališni kritičar.
- Pavlović, Pero (Gradac, Neum, 20. ožujka 1952.). Pjesnik.
- Pavlović, Ratimir (Podbrdo, Hercegovina, 1. svibnja 1948.). Pjesnik i prevoditelj.
- Pavlović, Vladimir (Trebižat, Čapljina, 29. rujna 1935. – 7. prosinca 1996.). Pjesnik, pripovjedač, putopisac, esejist, dramski pisac, publicist.
- Pehar, Venancije (Stubica, Čapljina, 7. svibnja 1910. – Mostar, 14. veljače 1945.). Pjesnik.
- Pejaković, Josip (Travnik, 5. ožujka 1948.). Kazališni, filmski i televizijski glumac i dramski pisac.
- Pejčinović, Petar (Vareš, 5. siječnja 1903. – ? ). Prevoditelj i pisac udžbenika.
- Pejić, Ilija (Pećnik, Modriča, 1956.). Pjesnik i teoretičar.
- Penavić, Tomica (Mokro, Široki Brijeg, 17. siječnja 1924. – 1945?). Pjesnik.
- Perišić, Bono (Fojnica, 26. studenog 1813. – 1887.). Pisac.
- Pešorda, Mile ( Grude, 15. kolovoza 1950.). Pjesnik, književni kritičar, esejist i prevoditelj.
- Petric, Svetozar (Vinjani, 23. veljače 1898. – Čapljina, 9. siječnja 1963.). Pisac.
- Petrović, Miro (Klobuk, Ljubuški, 5. siječnja 1954.). Pjesnik, prozni pisac i novinar.
- Plejić, Nada,(Paloč, Uskoplje, 18. siječnja 1957.). Pjesnikinja.
- Poljak, Izidor (Bednja, Hrvatsko zagorje, 7. svibnja 1883. – Brčko, 21. kolovoza 1924.). Pjesnik.
- Popović, Edo (Livno, 1957.). Novinar i pripovjedač.
- Popović, Mirko (Slivno Ravno, selo Grad, općina Metković, 1944.). Pripovjedač i pjesnik.
- Pavao PosilovićPosilović, Pavao (Glamoč, oko 1600. – Rama, 1651.). Biskup i pisac.
- Predragović, Josip (Bjelovar, 9. ožujka 1874. – Zagreb, 27. rujna 1945.). Književni povjesničar.
- Premužić, Kosta (Sarajevo, 19. rujna 1884. – Zagreb, 1947.). Dramski pisac.
- Premužić, Ljerka (Sarajevo, 23. prosinca 1910.). Pjesnikinja.
- Prkačin, Ljubica Benita (Mostar, 25. svibnja 1903. – Bijelo Polje, Mostar, 12. svibnja 1981.). Pjesnikinja.
- Puljić, Vlado (Zagreb, 18. kolovoza 1934.). Pjesnik i slikar.
- Puljiz, Luka (Runovići, Imotski, 24. listopada 1913. – 1945.). Pjesnik i novinar.
- Puratić, Željko (Sumartin na Braču, 2. srpnja 1931. – Sarajevo, rujna 1992.). Prevoditelj i esejist.